# چهره‌پرداز

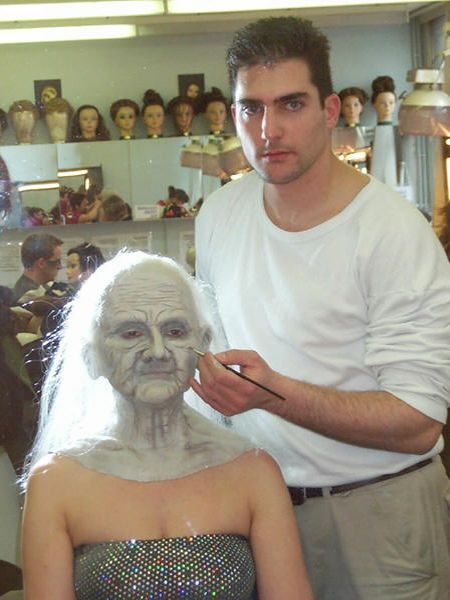

چهره‌پرداز یا گریمور یا مسئول گریم فردی است که آرایش چهره بازیگران برای حضور در نمایش‌های تلویزیونی، سینمایی یا تئاتری را بر عهده دارد. چهره‌پردازی از سال ۱۹۸۱ تبدیل به یکی از موارد جایزه اسکار گردیده است.
هم‌اکنون در کشور آموزشگاه‌های بسیاری به آموزش گریم به هنرجویان می‌پردازند. در آرایشگاه‌های زنانه از گریم با واژه میکاپ نام برده می‌شود.
چهره‌پرداز کسی است که مطابق با طرحی که طراح چهره پرداز ارائه داده، بازیگر را اصطلاحاً گریم کرده و برای بازی آماده می‌کند. به چهره‌پرداز، گریمور هم گفته می‌شود.

## طراح چهره پردازی
او کسی است که با توجه به نقش و ویژگی‌های آن و نیز با توجه به بازیگری که قرار است آن نقش را ایفا کند، طرحی از چهره بازیگر تهیه می‌کند. او یا طرحش را خودش بر روی بازیگر پیاده می‌کند یا آن را به چهره‌پرداز می‌سپرد. او همچنین بر کار چهره‌پردازان، آرایشگران و مو آراها نظارت می‌کند.

## شخصیت پردازی
تغییر چهره بازیگر را بر اساس خصوصیات فیزیکی نقش، ویژگی‌های اخلاقی، نژاد، موقعیت جغرافیایی، دوره تاریخی و طبقه اجتماعی، شخصیت‌پردازی گویند.

## مو آرا

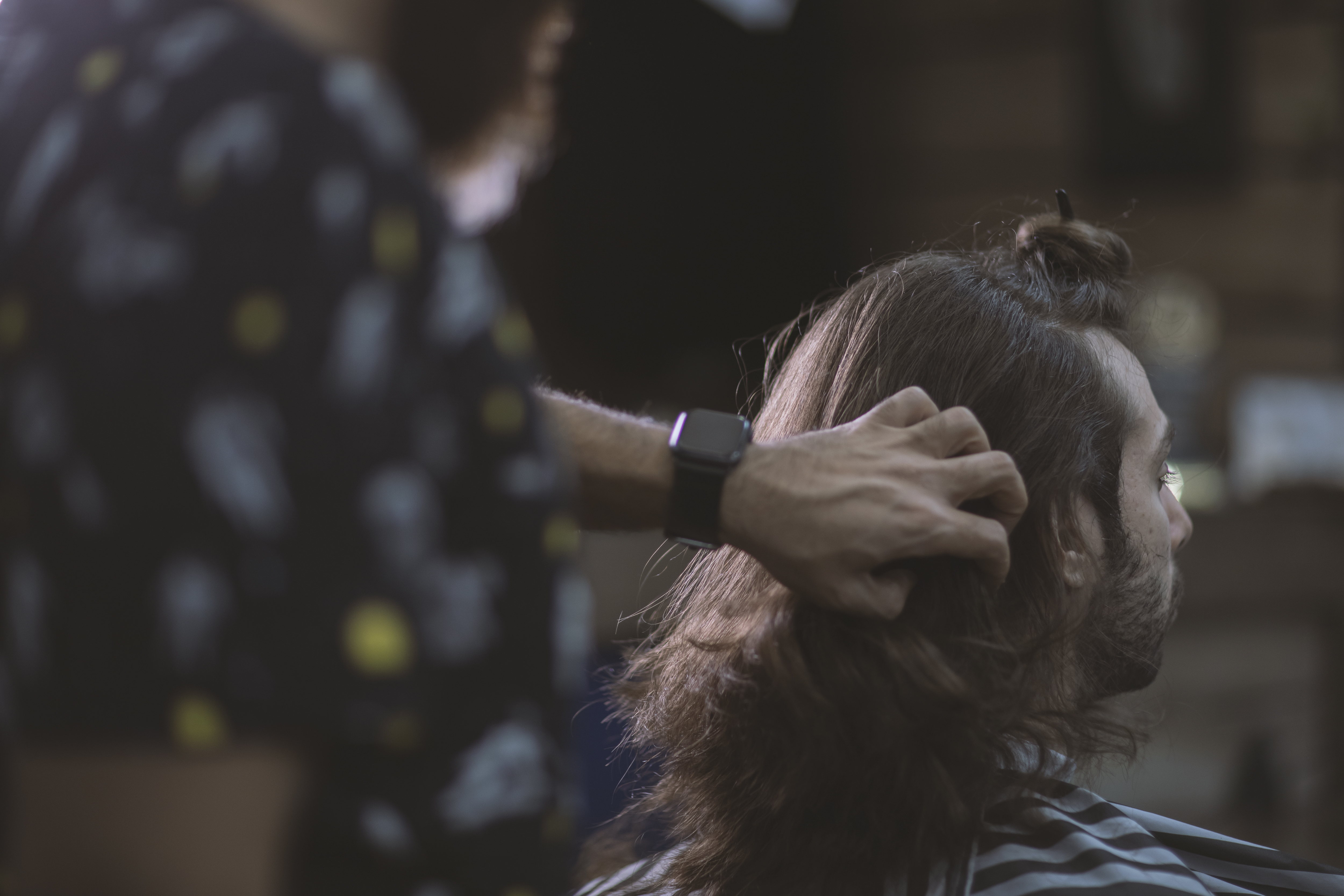
آرایش موی بازیگر

او کسی است که تنها مسئول موی بازیگر است و بر طبق آنچه طراح چهره‌پردازی در نظر دارد، موی بازیگر را کوتاه کرده، به سرش موی مصنوعی اضافه کرده یا موی خود بازیگر را حالت می‌دهد.

## نقاش اعضای بدن

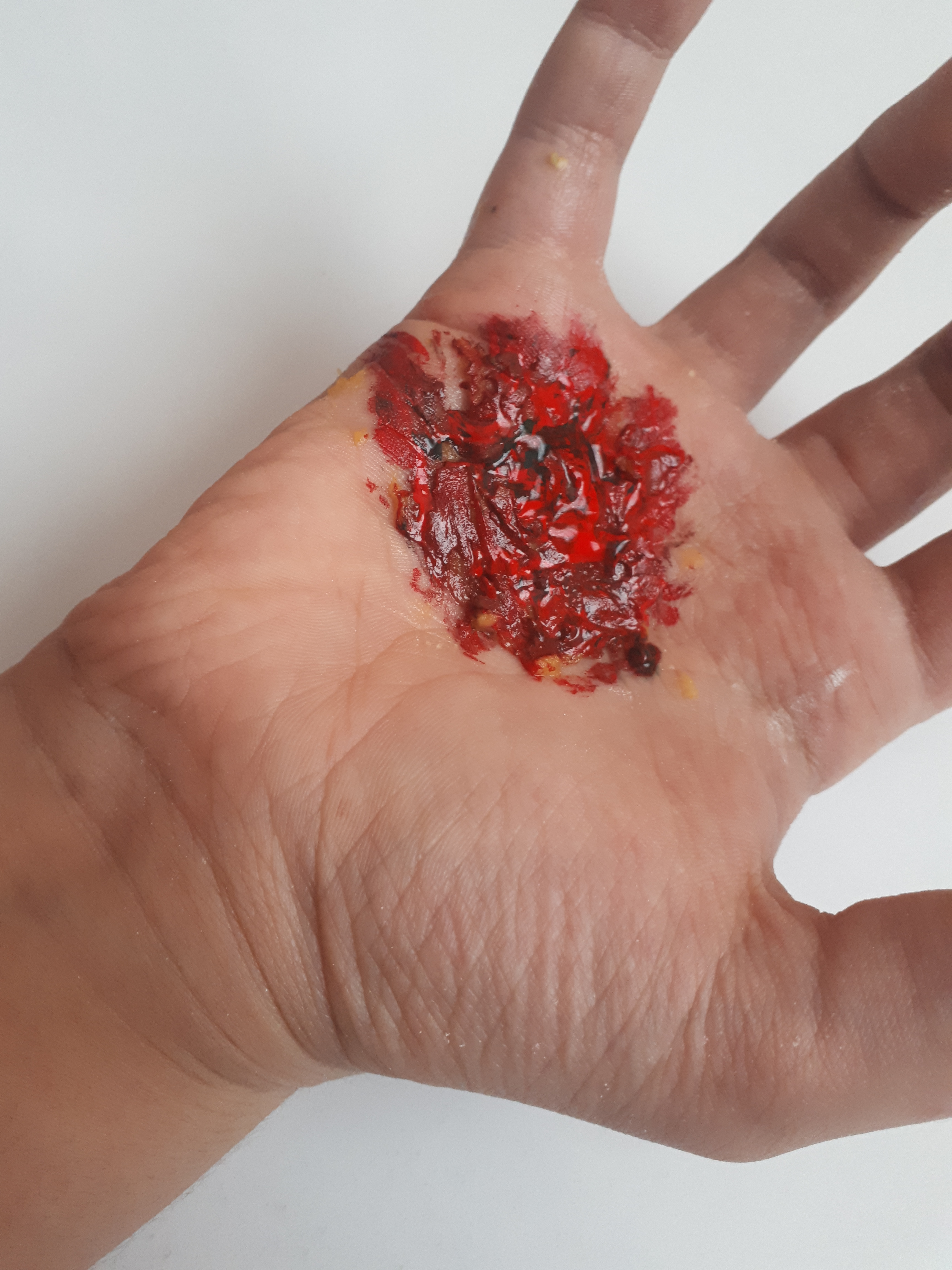
نمونه چهره‌پردازی بدن

چهره‌پردازی شامل نقاشی اعضای بدن هم می‌شود که کار چهره‌پرداز است و برای نشان دادن زخم و غیره است.